# Betsy Russell
Elizabeth "Betsy" Rusell (San Diego, California, 6 de septiembre de 1963) es una actriz estadounidense. Empezó su carrera en los años 1980 en películas de clase B. Destaca por haber participado en distintas series de televisión, entre ellas Los magníficos, y por tener un amplio historial de películas, entre ellas Saw III, en donde interpreta a Jill Tuck, exesposa de Jigsaw.

## Vida personal
Russell nació bajo el nombre de Elizabeth Russell en San Diego, California. Es hija del analista Richard Russell, y nieta del periodista y profesor Max Lerner.
En 1989, Betsy Russell se casó con el actor Vincent Van Patten, hijo del actor Dick Van Patten. Tuvo dos hijos con él. Se divorciaron en 2001.

## Carrera
Russell comenzó su carrera en 1982 con la película Let's Do It!. Más tarde, haría roles pequeños en series como T. J. Hooker y Family Ties (de poco conocimiento en países de habla hispana).
En 1983, se integra a la comedia sexual Private School, junto con Phoebe Cates. Llegó a ser una gran estrella en el cine de clase B. En 1985, logra su primer rol protagónico en este tipo de cine con la película Tomboy. Más adelante, protagonizaría otras cintas clase B como Avenging Angel y Cheerleader Camp. Aparte de películas, Russell apareció en un episodio en la serie Los Magníficos, Murder, She Wrote, 1st & Ten y Superboy (estas dos últimas, de poco éxito).
Después de estar 6 años desaparecida del mundo del cine y la televisión, vuelve en la saga de terror psicológico Saw, en el rol de la exesposa del villano Jigsaw, Jill Tuck. Si bien tuvo una breve y casi escasa aparición en Saw 3, el rol de Russell se fortaleció bastante en la siguiente parte, Saw 4, donde realiza el rol protagónico femenino de la cinta. Hasta el momento, Saw 4 ha sido una de las películas que ha traído mayor éxito a la carrera de Betsy Russell. Aunque aparece aún más en Saw 5 y en Saw 6, donde su presencia es más intensa. Su última aparición fue en Saw 3D (o Saw 7).

## Filmografía
| Año  | Título                        | Rol                               | Notas                                           |
| ---- | ----------------------------- | --------------------------------- | ----------------------------------------------- |
| 1982 | Let's Do It!                  | Kittie                            |                                                 |
| 1983 | Private School                | Jordan Leigh-Jenson               | Título alternativo: Private School... for Girls |
| 1985 | Avenging Angel                | Molly "Angel" Stewart             |                                                 |
| 1985 | Tomboy                        | Tomasina "Tommy" Boyd             |                                                 |
| 1985 | Out of Control                | Chrissie Baret                    |                                                 |
| 1987 | Cheerleader Camp              | Alison Wentworth                  | Título alternativo: Bloody Pom Poms             |
| 1989 | Trapper County War            | Lacey Luddigger                   |                                                 |
| 1991 | Camp Fear                     | Jamie                             | Título alternativo: The Millennium Countdown    |
| 1992 | Delta Heat                    | Vicky Forbes                      |                                                 |
| 1993 | Amore!                        | Cheryl Schwartz                   |                                                 |
| 1995 | The Break                     | Candy                             |                                                 |
| 2000 | The Flunky                    |                                   |                                                 |
| 2006 | Saw III                       | Jill Tuck                         |                                                 |
| 2007 | Saw IV                        | Jill Tuck                         |                                                 |
| 2008 | Saw V                         | Jill Tuck                         |                                                 |
| 2009 | Saw VI                        | Jill Tuck                         |                                                 |
| 2010 | Chain Letter                  | Sargento Hamill                   |                                                 |
| 2010 | Saw 3D                        | Jill Tuck                         | Ganó un premio Eyegore                          |
| 2011 | I'm a Soap Star               | Cita                              | Cortometraje                                    |
| 2012 | Lose Yourself                 | Destiny                           | Directo a vídeo                                 |
| 2013 | Knock 'em Dead                | Louanne                           |                                                 |
| 2014 | My Trip Back to the Dark Side | Destiny                           |                                                 |
| 2014 | Knock 'em Dead                | Louanne, la criada / Laurie Grant |                                                 |
| 2017 | Jigsaw                        | Jill Tuck                         | Sin acreditar, mencionada                       |

| Año         | Título                      | Rol                        | Notas                                                                                 |
| ----------- | --------------------------- | -------------------------- | ------------------------------------------------------------------------------------- |
| 1982        | The Powers of Matthew Star  | Dawn                       | Episodio: "Jackal"                                                                    |
| 1982        | T. J. Hooker                | Adolescente                | Episodio: "Second Chance"                                                             |
| 1982        | Family Ties                 | Chica                      | Episodio: "Not with My Sister You Don't"                                              |
| 1984, 1986  | The A-Team                  | Tina Adrian Prescott       | Episodio: "Bullets and Bikinis" Episodio: "Members Only"                              |
| 1986        | Murder, She Wrote           | Doris Robinson             | Episodio: "Menace, Anyone?"                                                           |
| 1986 - 1987 | 1st & Ten                   |                            | Episodio: "Yinessa's Interview" Episodio: "Easy Come, Easy Go Episodio: "The Big One" |
| 1987        | Roxanne: The Prize Pulitzer | Liza Pulitzer              | Película para televisión                                                              |
| 1987        | Superboy                    | Serene                     | Episodio: "Superboy... Rest in Peace"                                                 |
| 1995        | Platypus Man                | Becky                      | Episodio: "The Crush"                                                                 |
| 2010        | Mandrake                    | Felicia                    | Película para televisión de SyFy                                                      |
| 2013        | Non-Stop                    | Gayle                      | Película para televisión                                                              |
| 2017        | Born and Missing            | Dra. Taylor                | Película para televisión; título alternativo: Babynapped                              |
| 2018        | Robot Chicken               | Laurie / Chica adolescente | Episodio: "Your Mouth Is Hanging off Your Face"                                       |